# Walter B. Jones, Sr.
Walter Beaman Jones, Sr. (Fayetteville, 19 agosto 1913 – Norfolk, 15 settembre 1992) è stato un politico statunitense, membro della Camera dei Rappresentanti per lo stato della Carolina del Nord dal 1966 al 1992.

## Biografia
Dopo gli studi all'Università statale della Carolina del Nord Jones entrò in politica con il Partito Democratico e nel 1949 venne eletto sindaco di Farmville. Sei anni dopo ottenne un seggio all'interno della legislatura statale della Carolina del Nord, dove rimase per dieci anni.
Nel 1966 venne eletto alla Camera dei Rappresentanti succedendo al compagno di partito Herbert Covington Bonner, deceduto improvvisamente. Da allora venne rieletto altre tredici volte, fin quando nel 1992 morì improvvisamente mentre era ancora in carica, proprio come il suo predecessore. Nelle elezioni speciali indette per trovare il suo successore fu impegnato anche suo figlio Walter B. Jones, che tuttavia venne sconfitto nelle primarie da Eva Clayton. Due anni dopo il figlio di Jones aderì al Partito Repubblicano e venne eletto deputato in rappresentanza di un altro distretto congressuale.